# Hexatoma (Eriocera) flavohirta
Hexatoma (Eriocera) flavohirta is een tweevleugelige uit de familie steltmuggen (Limoniidae). De soort komt voor in het Oriëntaals gebied.